# Numancia
Numancia es el nombre de una desaparecida población celtíbera situada sobre el Cerro de la Muela, en Garray, provincia de Soria, en Castilla y León (España), a siete kilómetros al norte de la actual ciudad de Soria. La resistencia de sus habitantes al asedio realizado por las tropas de la república de Roma bajo las órdenes de Publio Cornelio Escipión Emiliano el Africano Menor en el verano del año 133 a. C., que prefirieron suicidarse antes que rendirse a sus atacantes, ha pasado a la historia como ejemplo de resistencia, acuñándose la expresión «resistencia numantina».
Su primera ocupación data del Calcolítico o comienzos de la Edad del Bronce, (entre el 1800 a. C.-1700 a. C.). Perduraría un asentamiento de la cultura castreña de la Edad del Hierro hasta el siglo IV a. C. La primera mención histórica de Numancia ocurre durante la expedición de Catón de 195 a. C. En el año 153 a. C. tuvo lugar el primer conflicto grave con Roma, al socorrer a la población bella de Segeda (entre Mara y Belmonte de Gracián, en Zaragoza). La coalición consiguió derrotar a un ejército de 30 000 hombres mandados por el cónsul Quinto Fulvio Nobilior. 
Tras veinte años repeliendo los continuos e insistentes ataques romanos, en el año 134 a. C., el Senado romano confirió a Publio Cornelio Escipión Emiliano el Africano Menor la labor de destruir Numancia, a la que finalmente puso sitio, levantando un cerco de nueve kilómetros apoyado por torres, fosos, empalizadas, etc. Tras 13 meses de hambruna y enfermedades, agotados sus víveres, los numantinos decidieron poner fin a su situación en el verano del año 133 a. C. Algunos de ellos se entregaron en condición de esclavos, mientras que la gran mayoría decidió optar por el suicidio. La ciudad fue repoblada, posiblemente con pueblos celtíberos vecinos, y sufrió nuevas destrucciones durante las Guerras Sertorianas. En el siglo III comenzó su decadencia definitiva, y generalmente se considera que la ciudad dejó de ser ocupada en el siglo IV d. C., aunque nuevos hallazgos sugieren un asentamiento visigodo en el siglo VI d. C.

## Origen y situación

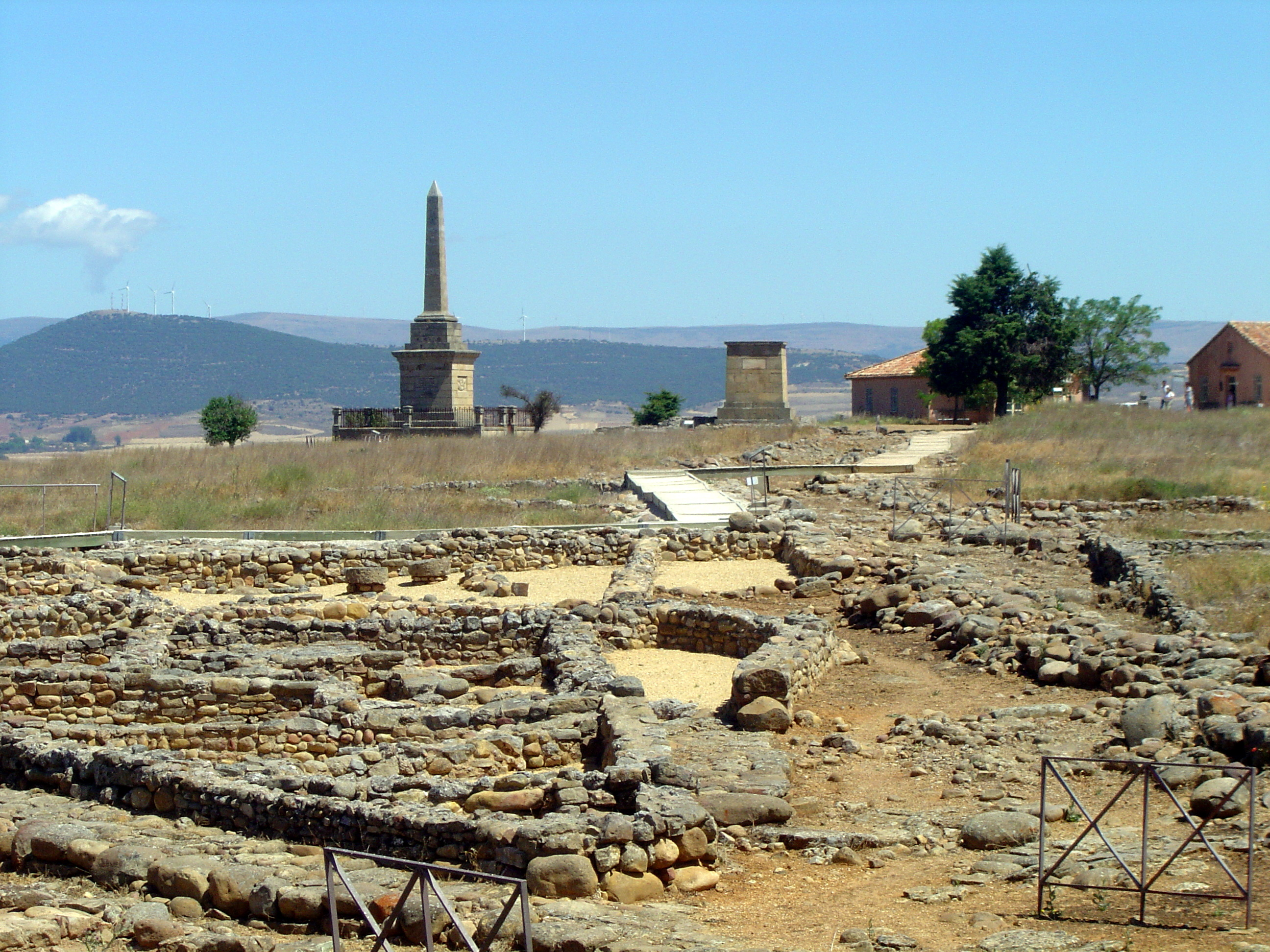
Ruinas de la ciudad de Numancia.

Las fuentes clásicas adscriben la ciudad alternativamente al pueblo de los pelendones o de los arévacos. Plinio el Viejo afirma que se trataba de una ciudad pelendona, aunque otros autores, como Estrabón y Ptolomeo, la sitúan entre los arévacos. No quedando claro el auténtico precursor de la ciudad de Numancia, actualmente se considera que la zona fue controlada originalmente por los pelendones, hasta que fueron desplazados por los arévacos hacia el norte de Soria a partir del siglo IV a. C. Durante las guerras celtibéricas, Numancia sería una ciudad arévaca, y bajo la administración romana se restituiría a los pelendones.
La ubicación geográfica de la ciudad celtíbera se sitúa en el Cerro de la Muela, en la localidad soriana de Garray, un punto estratégico delimitado por las montañas del Sistema Ibérico, desde el Pico de Urbión hasta el Moncayo, y rodeado por los fosos del río Duero y su afluente, el río Merdancho. Su superficie pudo haber llegado a las 8 hectáreas.

## Toponimia
El nombre de Numancia lo conocemos por los autores latinos anteriormente citados a partir del siglo II a. C. debido a su enfrentamiento con Roma. En lengua celtibérica, se encontró una inscripción en un recipiente cerámico (MLH K.9.3) con la inscripción nouantikum, quizás un genitivo plural derivado del nombre de la ciudad.
Para el prof. G.T.A.[cita requerida], Numancia sería una palabra celta de origen indoeuropeo que podría significar:
- De noma o numa -(también en latín y en griego)- pasto/s, y -ancia = amplios o extensos, equivaldría a pastos extensos o amplios; teniendo en cuenta que la principal actividad económica que practicaban era el pastoreo, la ganadería y otras actividades agrícolas.
- O de (n)uma -(también en latín y griego,umere/y ume = humedad/humedal...)- que podría venir a significar río o valle ancho, humedal amplio, o humedad o nieblas abundantes.

## Primeros asentamientos
Los primeros asentamientos humanos en Numancia se establecieron en el III milenio a. C., cuando la zona era densamente boscosa y contaba con una fauna rica en ciervos, jabalíes, osos, lobos, liebres, conejos, caballos, etc. Los pastos eran abundantes y en ellos se criaban cabras y ovejas, que eran la principal fuente de riqueza y economía. Estos primeros asentamientos consistían en cabañas construidas con materiales perecederos, ya que en ellas habitaban pastores que realizaban movimientos estacionales con sus rebaños. La región tenía un clima muy duro, con fuertes heladas y nevadas abundantes, donde soplaba el cizicus o cierzo, un frío viento del norte.
Hacia el siglo VII a. C., en este asentamiento se utilizaban cerámicas hechas a mano, con formas bitroncocónicas. Desde el siglo VII a. C. el asentamiento pasó a ser un castro, típico de la cultura castreña de la provincia de Soria; este tipo de asentamientos estaban muy bien fortificados y su base económica era mayoritariamente ganadera. La cerámica pasó a tener posteriormente formas lisas sin decoración, similares a las aparecidas en Navarra y La Rioja. A principios del siglo IV a. C. aparecieron decoraciones cerámicas realizadas a peine o con incrustaciones de botones metálicos, lo que indica un momento inmediatamente anterior al establecimiento de la cultura celtíbera, en la cual aparecieron ya cerámicas a torno y decoraciones concéntricas y con estampados. En este momento, hacia el 350 a. C., Numancia pasó a tener un número importante de habitantes y nació como ciudad. Los numantinos aprendieron entonces el manejo del horno oxidante, el torno de alfarero y el uso de la pintura para decorar cerámica, a partir de los conocimientos de sus vecinos celtíberos del este, que por estar en el valle del Iber o Ebro ya habían sido iberizados.

## La ciudad celtíbera
El profesor de la Universidad Complutense de Madrid y director de uno de los equipos arqueológicos que trabajó en Numancia, Alfredo Jimeno, la describía así:

La amplia superficie excavada (unas seis hectáreas) aporta pocas referencias de la ciudad más antigua (destruida en el 133 a. C. por Escipión Emiliano, ofreciendo una mejor información de la ciudad celtíbera del siglo I a. C. y de la romana imperial, que presentan una ordenación en retícula irregular, sin dejar espacios libres o plazas.
Alfredo Jimeno. Revista de Historia de Iberia vieja, número 6. 2005

Empedradas con cantos rodados, las calles se orientaban en dirección este-oeste, excepto dos calles principales en dirección norte-sur. Todas estaban diseñadas de manera que pudiesen cortar el viento norte. Poseían una estructura entrecortada. En cada cruce, las calles continuaban en el mismo sentido pero un poco más a la izquierda o un poco más a la derecha, con el fin de que las esquinas de las casas cortasen el viento.
Cuando llovía, los desagües de las casas vertían el agua y el lodo a la misma calle. La presencia del río Duero implicaba zonas encharcadas en el territorio.
Las casas se agrupaban en manzanas y se alineaban aquellas más cercanas a la muralla. Las casas, de unos 50 m², tenían tres habitaciones. Los primeros hogares célticos fueron de dos estancias, y con el tiempo se añadió la tercera, frente a la casa y con la puerta cerrada. En la habitación principal, los numantinos comían y dormían; empleaban otro cuarto como despensa y un tercero como vestíbulo y entrada.

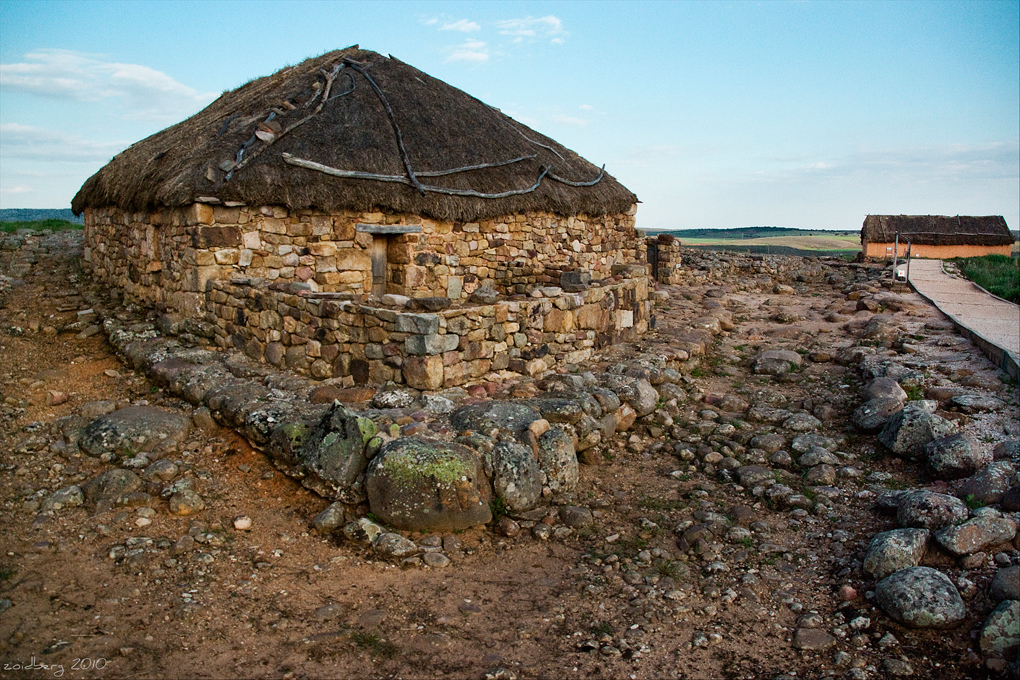
Reconstrucción de una vivienda celtibérica en Numancia.

Las casas eran construidos principalmente con piedra, aunque había elementos de madera, adobe, barro y paja; la techumbre quedaba constituida por trenzados de centeno. Los numantinos recubrían el suelo con tierra apisonada para caldear el ambiente. Las casas eran cálidas y acogedoras.
En cuanto a la alimentación: La carne se alternaba con los cereales, frutos secos y legumbres. También había vino con miel y la famosa cerveza llamada caelia, hecha de trigo fermentado.
Un elemento interesante era la presencia de corrales rectangulares, anexos a las casas. Era costumbre en los habitantes bañarse en su propia orina, pese a ser cuidadosos y limpios en su manera de vivir, según Diodoro Sículo y Estrabón.
Una muralla reforzada por varios torreones, con cuatro puertas de entrada y salida, defendía a sus habitantes, que podían llegar hasta un aproximado de 2 mil de ellos, cohabitando al mismo tiempo.

### Economía
La principal fuente de datos sobre la antigua vida en Numancia proviene de la arqueología, puesto que apenas subsisten restos escritos sobre la vida normal de sus habitantes.
Se cree que durante la ocupación prerromana su principal fuente económica era la ganadería. Hay constancia de pagos a otros pueblos e incluso a Roma por medio de pieles de buey o de capas de lana (sagum) en grandes cantidades.
La carne y la leche fueron los alimentos básicos de su dieta, infiriéndose esto último por diversas representaciones cerámicas, las cuales demuestran que los animales más importantes fueron el conejo, el buey, la cabra y la oveja.
La agricultura no fue una actividad muy importante en la estructura comercial de los numantinos. A fin de suplir esta y otras carencias, se sabe que mantuvieron relaciones comerciales con diversos pueblos cercanos para adquirir productos de primera necesidad. Entre estos últimos, se cuentan especialmente los vacceos, que les procuraban trigo y otros cereales, motivo por el cual los romanos quemaron los campos de cereal de los vacceos para propiciar el aislamiento de Numancia y su posterior asedio.

## Conquista y asedio de Numancia
| Conquista hasta el -210 Hasta Octavio Augusto Campaña de Agrippa |

Fases de la invasión romana de Hispania, con la campaña de invasión de Numancia.

El sometimiento de los pueblos de la península a Roma tenía sus excepciones. Pueblos como los arévacos, vacceos, tittos, bellos o lusitanos opusieron una heroica resistencia en una fase intermedia de la conquista. El primer enfrentamiento entre Numancia y Roma tuvo lugar en 153 a. C.. Los habitantes de Segeda, capital de los Belos, perseguidos por Fulvio Nobilior y un numeroso ejército de 30 000 soldados se refugiaron en territorio de los arévacos. Así, los arévacos de Numancia se aliaron con los segedenses y se enfrentaron a las tropas romanas, derrotándolas y ocasionando más de 6000 bajas entre los romanos. Durante los dieciocho años siguientes se alternaron periodos de paz y de conflicto, en los que habitualmente el ejército celtíbero salía victorioso frente a contingentes romanos, mucho más numerosos. 

### Preparativos para el último sitio a Numancia

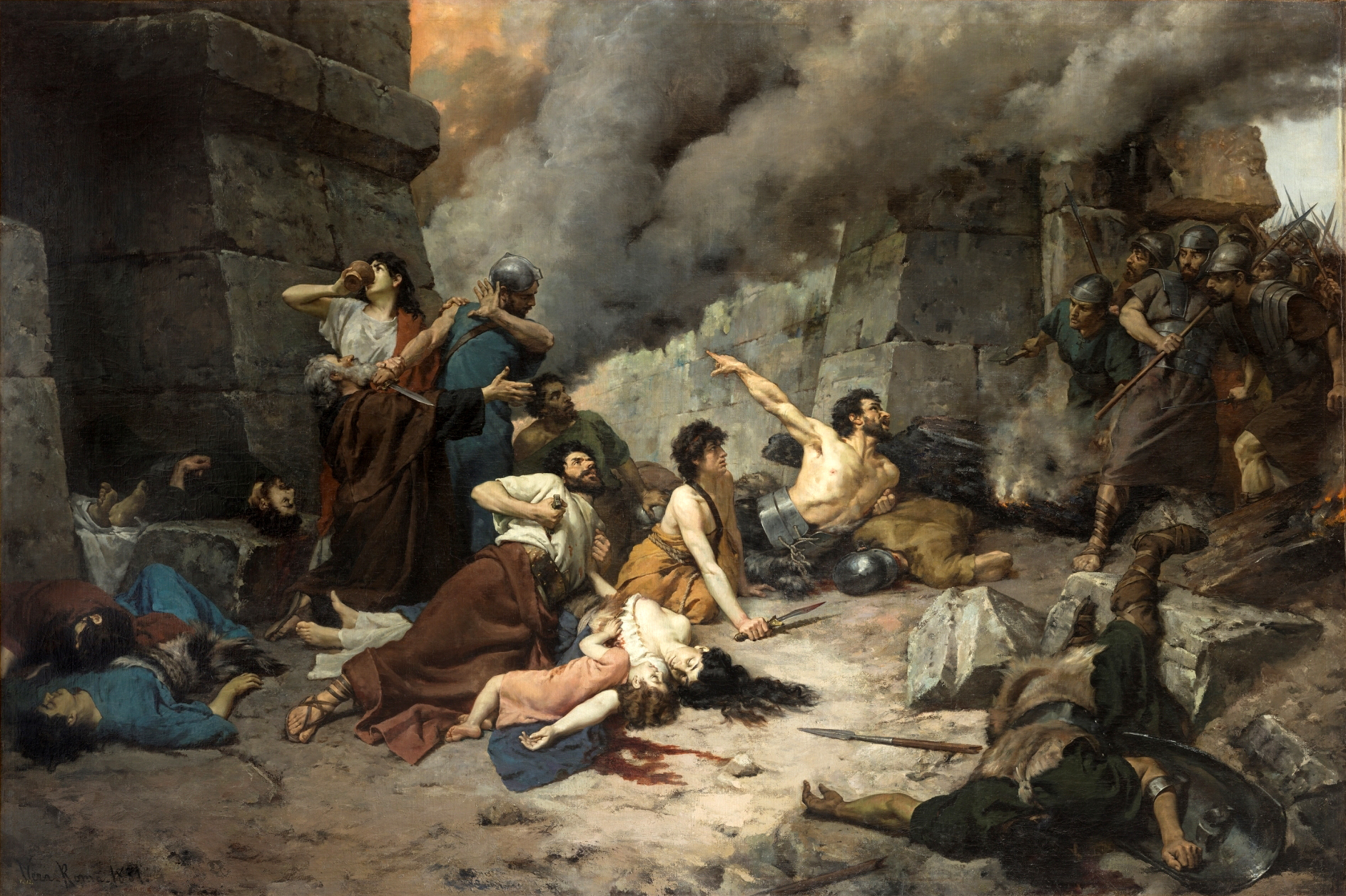
Numancia de Alejo Vera y Estaca (1881).

Este cúmulo de humillaciones dio lugar a que Roma enviara, en el año 134 a. C., a su mejor soldado, Publio Cornelio Escipión Emiliano, apodado entonces Africano Menor por haber conquistado la ciudad de Cartago en el año 146 a. C.; y nieto adoptivo del vencedor de Cartago, Escipión el Africano. La primera dificultad que se ofreció en Roma para designar a Escipión como jefe del ejército sitiador de Numancia, escribe Mélida, fue que no tenía el tiempo prescrito para el consulado, por lo que tuvieron que cambiar el calendario y que los tribunos volviesen a derogar la ley en cuanto al tiempo, como habían hecho en la guerra de Cartago, y quedase en vigor para el año siguiente. El prestigio de tal general incitó a multitud de romanos a alistarse a sus órdenes, pero no lo consintió el Senado, pues Roma andaba empeñada en otras guerras.
Escipión marchó a la península con cuatro mil voluntarios, tropas mercenarias de otras ciudades y de otros reyes (escribe Apiano) que, voluntariamente, se le ofrecieron por conveniencia propia. Además, con personas escogidas y fieles formó la llamada «cohorte de los amigos». Pidió dinero; negóselo el Senado, consignándole únicamente ciertas rentas a la sazón no vencidas y, según Plutarco, contestó Escipión que «le bastaba el suyo y el de sus amigos». Tal fue el esfuerzo personal con que aquel experimentado soldado se aprestó a la empresa.
Escipión comenzó, al llegar a la península, por someter al ejército allí desplegado a un durísimo entrenamiento. Dice Apiano que desterró a todos los mercaderes, rameras, adivinos y agoreros, a quienes los soldados consternados en tantos infortunios daban demasiado crédito; expulsó a los criados, vendió carros, equipajes y acémilas, conservando las puramente necesarias; prohibió ir en bestia en las marchas. Poco después llegaba a su campamento el rey númida Yugurta con 15 000 hombres. Cuando tuvo moralizado a su ejército, sumiso y hecho al trabajo y a la fatiga, trasladó su campo cerca de Numancia, cuidando de no dividir sus fuerzas, como hicieron otros, ni de batirse sin antes explorar.
—Es un disparate –decía– aventurarse por cosas leves. Es imprudente el capitán que entra en acción sin necesidad, así como aquel otro es excelente que se arriesga cuando lo pide el caso: así es que los médicos no usan sajaduras ni cauterios antes de las medicinas.

### El último ataque

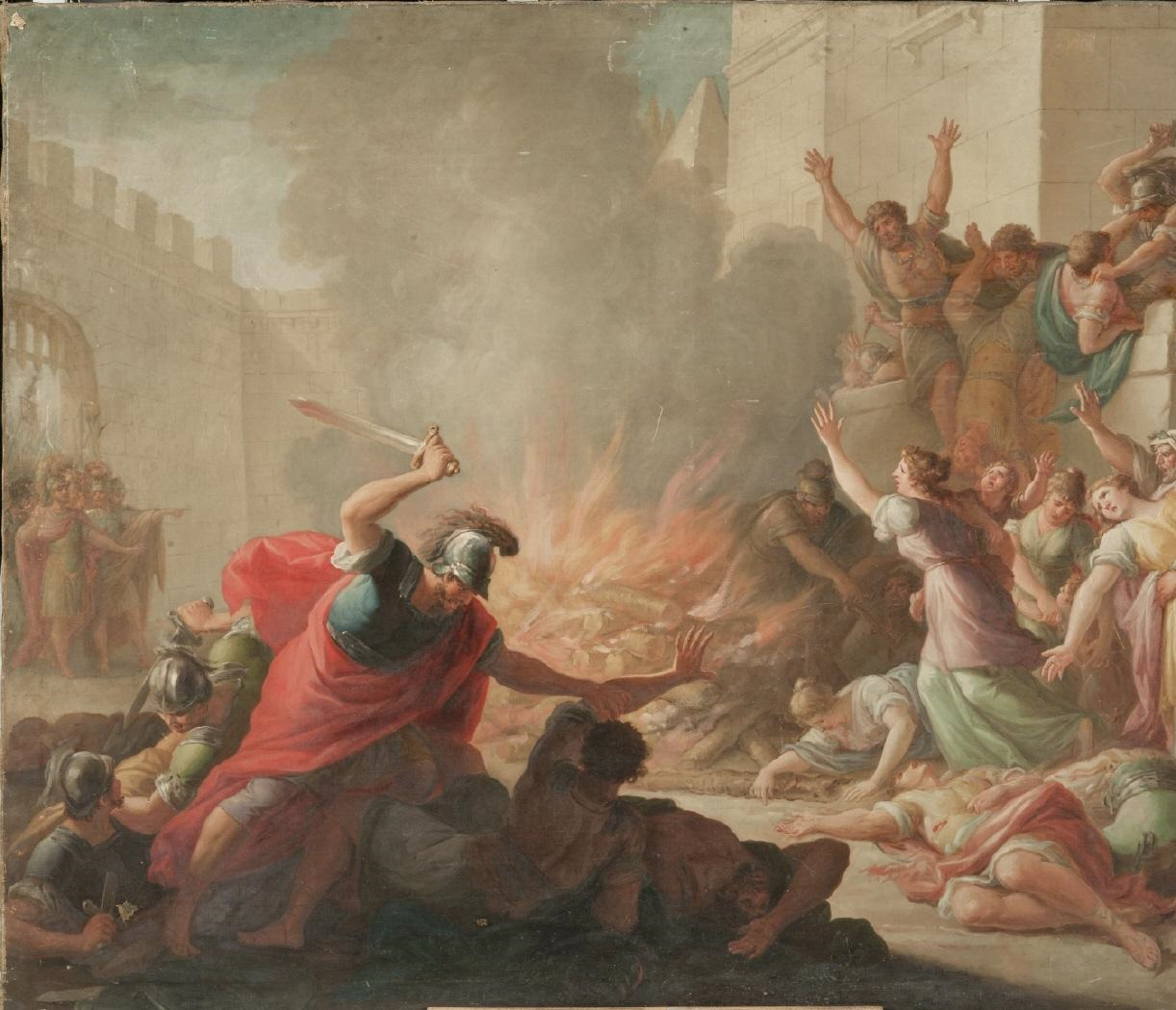
Toma de Numancia, óleo sobre lienzo de Antonio Guerrero, Real Academia de Bellas Artes de San Fernando. Primer premio de pintura en 1802. Recortado por la derecha donde el lienzo presenta un daño importante.

En octubre del 134 a. C., Escipión tomó posiciones enfrente de Numancia a la que no dio opción de pelear. Se concibió un plan de guerra de reducir, cercar y sitiar a los numantinos, hasta que faltos de fuerza se rindieran. Así, para quitarles apoyo y favor de otros pueblos, se dirigió primeramente contra los vacceos, a quienes los numantinos compraban víveres, arrasó sus campos, recogió lo que pudo para la manutención de sus tropas y amontonando lo demás, le prendió fuego. Como quiera que los pallantinos de Complanio hostigaran a los forrajeadores romanos, mandó para rechazarlos a Rutilio Rufo, tribuno entonces y escritor de estos hechos, dice Apiano; y cubriendo la retirada el mismo Escipión, pudo salvarlo con su caballería.
Comenzó un cerco estricto, construyendo primero fosos, empalizadas y terraplenes para proteger a sus soldados, además de levantar un muro de 9 kilómetros, de ocho pies de ancho y diez de alto, con torres a un plethron (30,85 metros) de distancia unas de otras, que rodeaban la ciudad y que estaba vigilado por siete campamentos. Las torres contaban con catapultas, ballestas y otras máquinas; aprovisionó las almenas de piedras y dardos, y en el muro se instalaron arqueros y honderos. También utilizó un sistema de señales, muy desarrollado para la época, que permitía trasladar tropas a cualquier lugar que pudiera estar en peligro.
Igualmente hizo otro foso por encima del primero y lo fortificó con estacas, y no pudiendo echar un puente sobre el río Duero, por donde los sitiados recibían tropas y víveres, levantó dos fuertes y atando unas vigas largas con maromas, desde el uno al otro, las tendió sobre la anchura del río... "En estas vigas, añade el historiador, había clavado espesos chuzos y saetas, las cuales, dando vueltas siempre con la corriente, a nadie dejaban pasar, ni a nado, ni buceando, ni en barco, sin ser visto."
En total contaba con más de 60 000 soldados, entre los que figuraban gentes del país, más los arqueros y honderos correspondientes a doce elefantes (que actuaban como torres móviles) que trajo Yugurta, contra apenas 2500 numantinos sitiados. Destinó la mitad de las fuerzas para guardar el muro, preparó 20 000 hombres para las salidas que fueren necesarias y dejó de reserva otros 10 000. Dio Escipión el mando de un campamento a su hermano Máximo y él tomó el otro, y todos los días y noches recorría por sí mismo la circunferencia con que tenía cercada la ciudad; siendo él, en concepto de Apiano, el primero que tal hizo con gentes que no rehusaban la pelea.
Con estos datos históricos y haciendo aplicación de ellos en un concienzudo estudio topográfico del terreno que rodea el cerro de Numancia, el profesor de historia Adolf Schulten, de la Universidad de Erlangen, Alemania, logró descubrir en cinco años los restos de dichas fortificaciones y los siete campamentos o fuertes de Apiano, presentándolos al Instituto Arqueológico de Berlín (1880). La primera conclusión que sacó de sus descubrimientos es que los campamentos de Escipión no fueron obras de barro y madera como los construidos por César ante Alesia en la Galia, sino construcciones de piedra como las del tiempo del Imperio.
El más importante de estos campamentos y también el que ocupa la posición más eminente es el de Peña Redonda, que está en un alto, en el avance de una sierra, al sudeste del cerro de Numancia, separado de él por el riachuelo Merdancho. Siguen por el Este las fortificaciones de Peñas Altas, consistentes principalmente en una ancha muralla, que posiblemente unió con una torre cuadrada de gruesa fábrica, lo cual es verosímil que sirviera para instalar una catapulta, que por lo próxima a Numancia debió hacerle mucho daño. Al pie de ésta, en una pequeña meseta llamada Saledilla, halló el Dr. Schulten huellas del incendio de la ciudad, de donde se deduce que debió existir un arrabal de la misma, que solo dista 150 metros del baluarte de la catapulta. Siguiendo hacia el NE, desde Peñas Altas se encuentra otra eminencia, Valdevortón, donde un antiguo canal de desagüe indicó al explorador la existencia de un campamento, cuyos escasos restos pudo encontrar.
Según Apiano, sólo Retógenes el Caraunio, con algunos compañeros y algo de caballería, pudo burlar este cerco para pedir ayuda a las ciudades vecinas, de las que únicamente Lutia se mostró dispuesta a socorrer a la ciudad, lo que acarreó una terrible venganza de Escipión sobre los lutiakos.
Tras quince meses de asedio la ciudad cayó, vencida por el hambre, en el verano del 133 a. C. Sus habitantes prefirieron el suicidio a entregarse. Incendiaron la ciudad para que no cayera en manos de los romanos. Los pocos supervivientes fueron vendidos como esclavos.
Escipión regresó a Roma y allí celebró su triunfo desfilando por las calles con cincuenta de los numantinos capturados. Para entonces, Numancia ya se había convertido en leyenda.

### Situación de los campamentos
Cuando Escipión Emiliano se presentó ante las murallas de Numancia, a finales del otoño del 134 a. C., lo hizo con la idea ya concebida de tomarla por bloqueo y no por asalto, lo que había sido un craso error demostrado en las fallidas incursiones de los ejércitos consulares previos. La decisión de asestar un ataque por bloqueo le llevó a ordenar la construcción de sólidos vallados que formaron una línea continua en torno a las murallas. Para un cerco de aproximadamente 4 kilómetros se necesitaron un total de 16 000 estacas, calculando unas 4 estacas por metro. A éstas había que añadir otros postes para entrelazar la empalizada. En total unas 36.000 estacas, que fueron transportadas por 20.000 hombres. Cuando por fin estuvo preparada la defensa, los soldados pudieron trabajar con mayor tranquilidad en el levantamiento de la muralla y el foso, que en total medía unos 9.000 metros. Aunque desgastados por el paso de los años, aún hoy es posible distinguir restos de aquellos campamentos romanos.

#### 1.º campamento: Castillejo
Desde aquí dirigió Escipión el sitio. Para la construcción se aprovecharon cimientos anteriores. Esta posición era estratégica, ya que abarcaba toda la circunvalación y estaba defendida por abruptas pendientes. De muros sólidos, entre las ruinas del pretorio aún es posible distinguir una fila de habitaciones y parte de una cocina con dos hogares, construidos en el exterior para evitar incendios. Se calcula que este cuartel podía acoger a 5000 soldados, aunque se cree que nunca hubo allí más de 2500 hombres. En este campamento se encontraron diversas piezas de metal precioso.

#### 2.º campamento: Travesadas
De este acuartelamiento, con la misma estructura básica que el de Castillejo y Peñarredonda, se han conservado restos de los cuarteles, al parecer destinados a las tropas itálicas. La superficie total del campamento puede haber sido de unas 4 hectáreas, una porción de terreno relativamente pequeña si se la compara con otras construcciones. Como en los otros casos, aquí también existe una puerta pretoria, la cual estuvo protegida, desde el interior del recinto, por dos torres de formidables proporciones. En cuanto a los restos allí hallados, son de poca cuantía. Tan sólo la punta de una flecha de catapulta, un puñal y una moneda.

#### 3.º campamento: Castillo ribereño de molino/Valdevortón
Según Apiano, Escipión mandó levantar dos castillos para cortar el curso del río Duero. Está levantado en el punto de confluencia entre los ríos Merdacho y Duero, los lados este y oeste estaban protegidos por fosos de 3 metros de profundidad y 5-10 de anchura. A pesar de los trabajos agrícolas realizados en la zona, una capa de humus de más de un metro de grosor ha permitido conservar importantes restos. Los 400 hombres que formaron la guarnición, además de atender al río, tenían que cubrir también los desfiladeros del río y las colinas por la que los numantinos, después de atravesar el río Merdancho, podrían atacar fácilmente.

#### 4.º campamento: Peñarredonda
Enclavado entre las lomas que se deslizan hacia el río Merdancho y las propias ruinas numantinas, la panorámica que se divisa desde allí es muy amplia. Desde el punto de vista militar, la elevada posición permitía dominar toda la ladera meridional de Numancia y controlar los movimientos del enemigo. También era el campamento más expuesto a las embestidas de los numantinos, por lo que tenía defensas reforzadas con respecto al resto. Defendido por una muralla de 4 metros de espesor, de la que todavía se conservan restos, y de un escarpado barranco, en este campamento son fáciles de identificar las vías praetoria –une la puerta pretoria con el pretorio–, principalis y decumana, así llamada por desembocar en la puerta de igual nombre.

#### 5.º campamento: La Rasa
Esta fortificación, que defendía las alturas entre el río Duero y Peñarredonda, aún se distingue por los restos de unos 300 metros de lo que fue una aparentemente sólida muralla. El campamento pudo tener una extensión de seis hectáreas. Se puede deducir que en este lugar se alojaron tropas ibéricas en rústicas cabañas de ramaje.

#### 6.º campamento: Dehesillas
Fue el mayor campamento que levantó Escipión, siendo el único que conserva el arranque de muralla por ambos lados. Por la parte occidental, un vaciado de unos 6 metros de amplitud indica el lugar en el que estuvo, probablemente, la puerta decumana. Es el campamento que tenía mejor defensa natural, pues se situaba a una altitud de 1.050 metros. Desde él se dominaba fácilmente la visión de todos los alrededores, Numancia y todo el muro de circunvalación. Está situado sobre una meseta, rodeada por el Duero. Su extensión de 14,6 hectáreas. le hacen el mayor castellum levantado por Escipión. La valla, que fue excavada por Adolf Schulten, alcanzaba los 4 metros de altura.

#### 7.º campamento: Alto Real
Los lugareños llaman Alto Real a la meseta próxima a las ruinas y cuya base baña el río Duero. Dada la ubicación del promontorio, se podía presumir que los romanos levantaron aquí una fortificación que dominó todo el valle del río. En este lugar se han hallado claras huellas del campamento, especialmente vasos romanos, incluida una ánfora muy trabajada por labores agrícolas. Lo que no ha sido posible hallar han sido sólidas estructuras a la manera romana, por lo que se han relacionado las irregulares construcciones descubiertas con habitaciones de tropas auxiliares ibéricas. De haber ocupado toda la colina, el acuartelamiento podría haber tenido una extensión de 8 hectáreas.

## Reocupación celtíbera
Tras su caída y destrucción a manos de Escipión, este "distribuyó el territorio entre los vecinos", probablemente de la tribu de los Pelendones. Esta segunda ciudad celtibérica sería destruida al final de las Guerras Sertorianas.

## La ciudad romana
Numancia fue reconstruida en época de Augusto, con trazado romano pero con repobladores celtíberos (Plinio el Viejo afirma en el siglo I d. C. que se trataba de una ciudad pelendona).

## Reconocimientos históricos

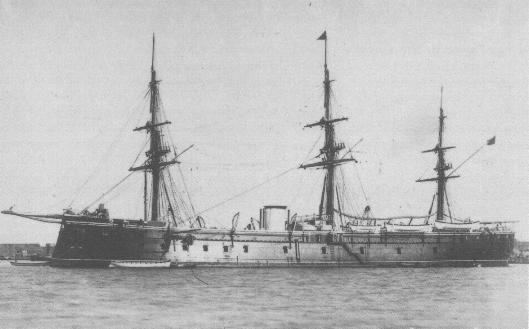
La fragata blindada Numancia, bautizada así en recuerdo de la ciudad celtíbera, al igual que un anterior navío de línea y la actual fragata Numancia.

La actitud de los numantinos impresionó tanto a Roma que los propios escritores romanos ensalzaron su resistencia, como Plinio o Floro, convirtiéndola en un mito, que se unió a los de otras ciudades y pueblos de la península que lucharon hasta el final, como Calagurris, Estepa o las ciudades cántabras, entre otras. Esta lucha ha dejado huella en la lengua española, que acoge el adjetivo numantino con el significado que resiste con tenacidad hasta el límite, a menudo en condiciones precarias, según la Real Academia Española.
Miguel de Cervantes dramatizó el hecho histórico del famoso asedio a la ciudad en su tragedia El cerco de Numancia, escrita y representada hacia 1585. Durante la invasión francesa se reavivó el mito numantino al establecerse un claro paralelismo entre la resistencia celtíbera y la española, en duros asedios como los de Zaragoza y Cádiz.
El yacimiento fue declarado Monumento Nacional por Real Orden de 25 de agosto de 1882, por lo que gozó de la protección del Estado y la Comisión de Monumentos de Soria.
El pintor Alejo Vera realizó en 1881 el cuadro Los últimos días de Numancia; en 1886 se colocó un obelisco en recuerdo de los numantinos por el 2.º Batallón del Regimiento de San Marcial.
A comienzos del siglo XX, en el reinado de Alfonso XIII, se volvió a prestar interés a Numancia. En recuerdo a la ciudad hispana, se ha dado el nombre de Numancia a una ciudad en Aklan, Filipinas, al Club Deportivo Numancia de Soria, a varios barcos y a unidades militares. En 1936, durante la guerra civil española, un regimiento llamado Numancia tomó el pueblo toledano de Azaña, y le cambió el nombre por el actual de Numancia de la Sagra.

## Arqueología

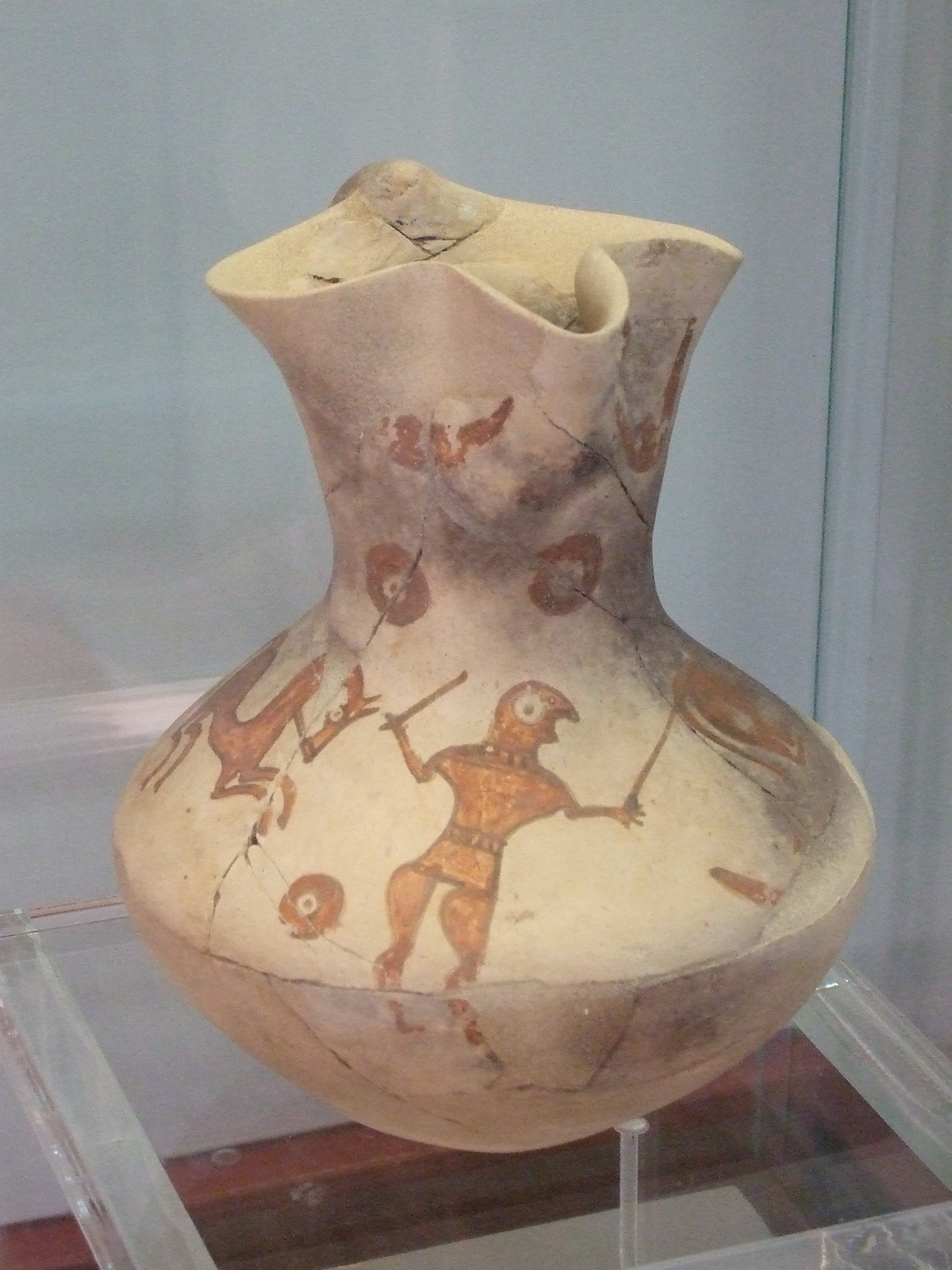
Jarrón numantino del Museo Numantino (Soria).

El tiempo borró de la memoria la situación geográfica de Numancia y su emplazamiento sólo se podía adivinar, de forma poco aproximada, por los escritos que habían dejado los romanos. Algunas teorías la ubicaban en Zamora hasta 1860, cuando Eduardo Saavedra descubrió el emplazamiento real de las ruinas de la ciudad. También, en el siglo XVI, el erudito Fray Antonio de Guevara en una carta al duque de Nájera, don Antonio Manrique, y su hermano el arzobispo de Sevilla en la que discutían si Numancia estaba en Zamora o Soria, Guevara da la indicación de que Numancia se halla en Garray. Los emplazamientos de los campamentos romanos alrededor de la ciudad fueron establecidos por Adolf Schulten. Las excavaciones arqueológicas regulares del lugar comenzaron en 1906 y continúan 100 años después, con un equipo de investigadores bajo la dirección científica de Alfredo Jimeno.

## Numancia en la actualidad
En la actualidad, Numancia es un yacimiento arqueológico de la provincia de Soria, declarado Bien de Interés Cultural incoado desde el 25 de agosto de 1882 y declarado el 29 de agosto de 1882. Los terrenos en los que se asienta el yacimiento fueron parte de las propiedades del vizcondado de Eza hasta que en 1917 Luis de Marichalar y Monreal (abuelo de Álvaro de Marichalar) los donó al Estado.

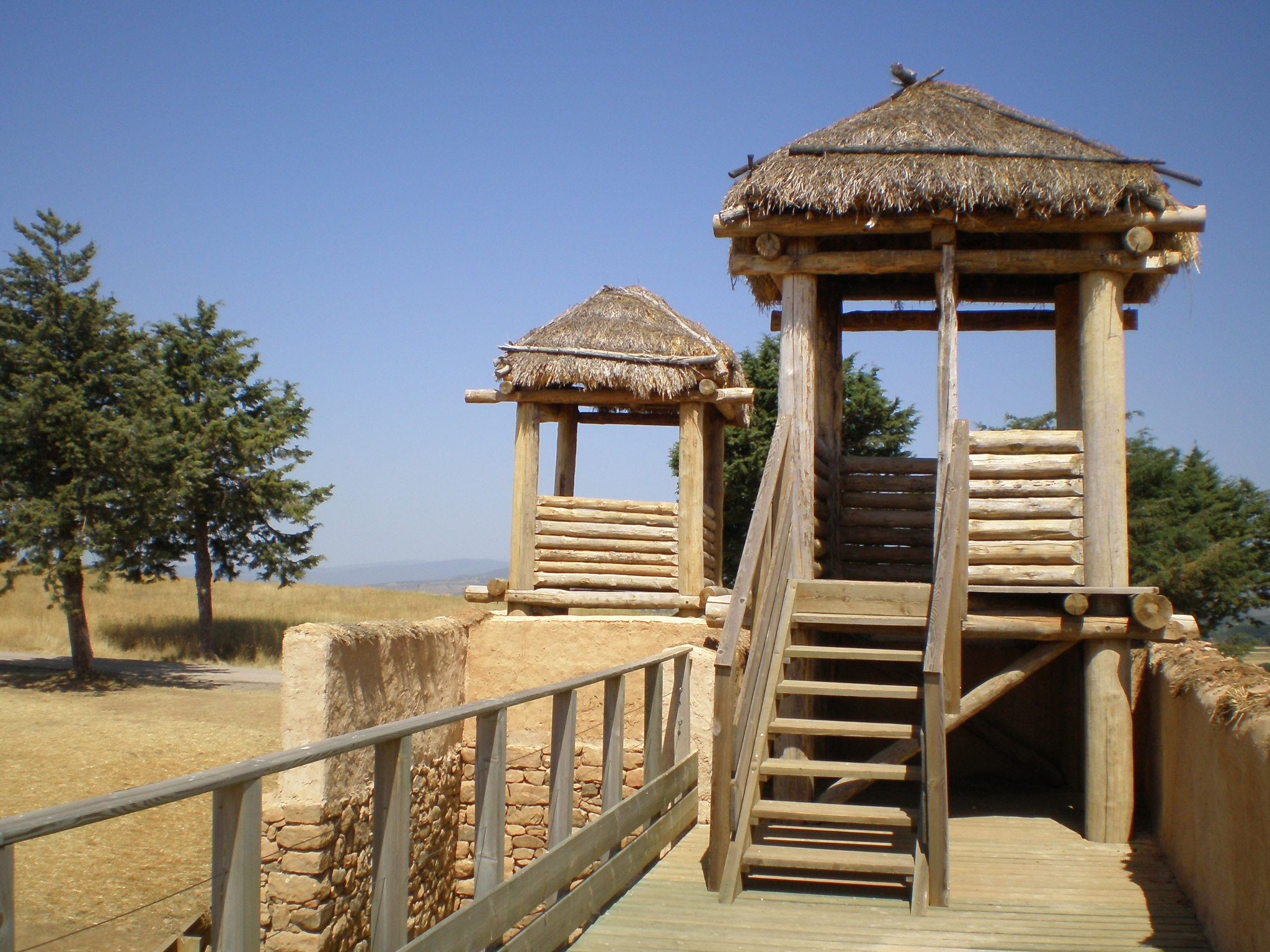
Recreación de las murallas en Numancia de la actualidad.

Este yacimiento es excavado en la actualidad por un grupo de arqueólogos de la Universidad Complutense de Madrid bajo la dirección de Alfredo Jimeno, mediante fondos de la Junta de Castilla y León. Cada verano se realiza una campaña en el yacimiento que abarca los meses de julio y agosto, y posteriormente, los restos arqueológicos son analizados en los laboratorios de dicha universidad.
Desde 2003 se vienen efectuando trabajos de excavación en la Manzana XXIII. El proyecto actual pretende subsanar las dudas arqueológicas existentes en el yacimiento, en torno a los espacios domésticos, puesto que las otras manzanas fueron excavadas por Schulten, Melida, Taracena y otros arqueólogos de finales del siglo XIX y principios del siglo XX, los cuales no usaban metodología arqueológica de documentación exhaustiva de localización e identificación de los espacios.
En 2016 se adecuó la manzana XXIV para proceder a los trabajos de excavación de la parcela de 1800 m². Se estiman cuatro años para finalizar las excavaciones.

### Amenazas
Desde 2007, los restos arqueológicos de Numancia se han visto envueltos en la polémica por un proyecto desarrollado por la Junta de Castilla y León con el apoyo del ayuntamiento de Soria que pretende la construcción del polígono industrial «Soria II» en las proximidades de las ruinas, sobre todo cercano a los restos de los campamentos romanos. Diversas instituciones culturales y educativas han emitido artículos en contra de este plan, debido al impacto paisajístico que causaría, si bien los restos en sí no resultarían dañados, como se establece desde instancias oficiales.
Estos son algunos ejemplos de lo emitido contra este polígono desde diferentes instituciones:
- La Real Academia de Bellas Artes de San Fernando remitió el 5 de diciembre de 2007 una carta al alcalde soriano, Carlos Martínez Mínguez, en la que transmitía su «inquietud al conocer el proyecto para construir un polígono industrial en el paraje conocido como El Cabezo, que afectaría negativamente y de un modo irreversible a unos de los paisajes históricos de esta provincia, que visual y físicamente lindan con lugares como Numancia, Ermita del Mirón y San Juan de Duero».

- La Real Academia de la Historia dice «toda intervención en este entorno debería hacerse con sumo cuidado de no devaluar el patrimonio paisajístico de la ciudad. En efecto, los miradores de la ciudad, empezando por los del Parque del Castillo y la Ermita del Mirón, se proyectan sobre esta garganta del Duero, y son una de las señas de identidad más reputadas de la ciudad.

### Urbanización del campamento de Alto Real
Por otro lado el campamento romano de Alto Real a pesar de su valor histórico y arqueológico, está siendo arrasado, ya que se está construyendo en él una urbanización de 288 viviendas, que se justifica por haber sido aprobada en 1985, antes de la declaración de zona arqueológica de Numancia y los Campamentos y Cerco Romano, que tuvo lugar en 1999. Así, esta urbanización se suma a la ya construida en la subida a Numancia: Urbanización Numancia. Esta dos agresiones al yacimiento numantino, una consolidada y otra en fase de realización, han contado con el beneplácito del ayuntamiento de Garray, el cual ha concedido a la empresa Telefónica la instalación de la línea y la construcción de las arquetas que han arrasado el subsuelo en el que se asienta el campamento en cuestión.
Para intentar contrarrestar las críticas, se ha realizado una reconstrucción virtual junto al hito que señala la localización del campamento, tal como lo estableció Schulten. Dicha reconstrucción consiste en recrear la supuesta planta del campamento a base de delimitar, mediante tablones y arena de distinto color, unos supuestos barracones, sobre el emplazamiento del campamento (que no ha sido excavado), y sin respetar tampoco el trazado del vallum o muralla del cerco. Se incluye también en el denominado Pasillo Verde, adscrito al proyecto de la Ciudad del Medio Ambiente, siendo la Consejería de Medio Ambiente quien ha dado los permisos para llevarlo a cabo.
Se sigue por tanto adelante con uno de los proyectos que degradarán de forma irreversible el entorno de Numancia, sin que las autoridades responsables de su protección hagan nada para impedirlo, siendo más bien las promotoras de su destrucción.
Por ello, el conjunto del yacimiento de Numancia ha sido incluido en la Lista roja de patrimonio en peligro, que la asociación Hispania Nostra empezó a elaborar en el año 2006.